# Lana (keresztnév)
A Lana hawaii eredetű személynév. A hawaii lana szóból származik. Jelentése: nyugodt, csendes vizeken (nyugodt, csendes folyó).

## Gyakorisága
Az 1990-es években nem lehetett anyakönyvezni, a 2000-es években nem szerepel a 100 leggyakoribb női név között.

## Névnapok
- május 9.[forrás?]

## Híres Lanák
- Lana Clarkson színésznő
- Lana Lang képregényhős, filmszereplő
- Lana Maria Parrilla színésznő
- Lana Turner színésznő
- Lana Del Rey énekesnő

## Külső hivatkozások
- Az MTA Nyelvtudományi Intézete által anyakönyvi bejegyzésre alkalmasnak minősített utónevek jegyzéke
- Hawaii nevek jelentése Archiválva 2016. július 3-i dátummal a Wayback Machine-ben